# Glaucidium radiatum
Glaucidium radiatum là một loài chim trong họ Strigidae.

## Hình ảnh

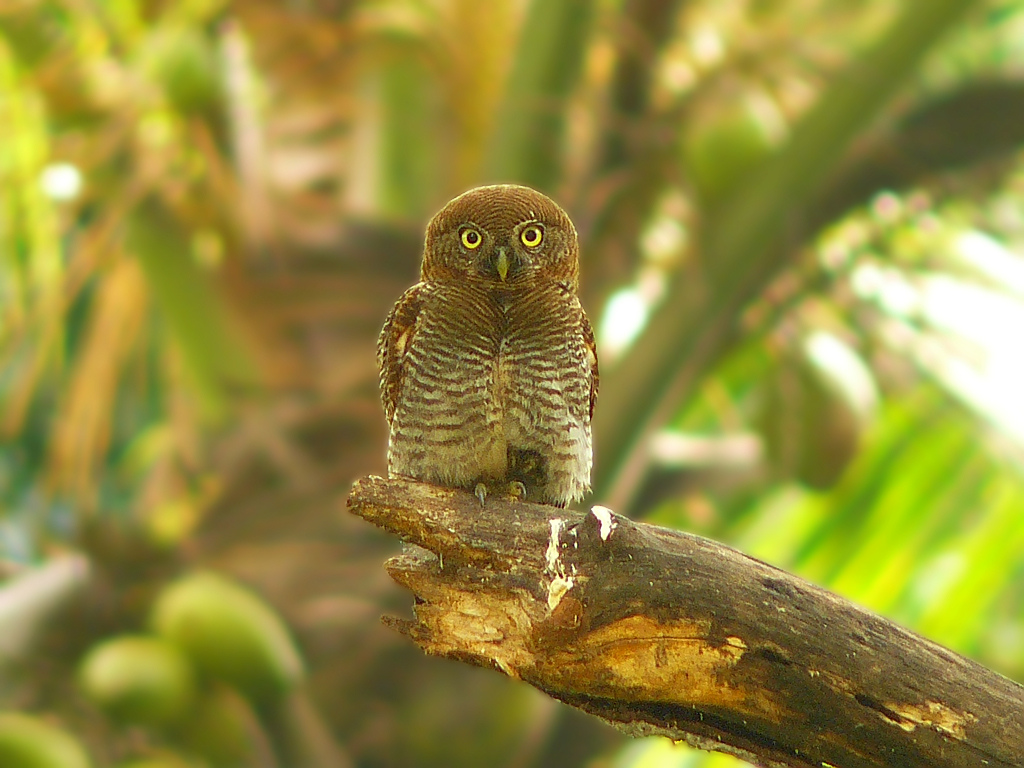
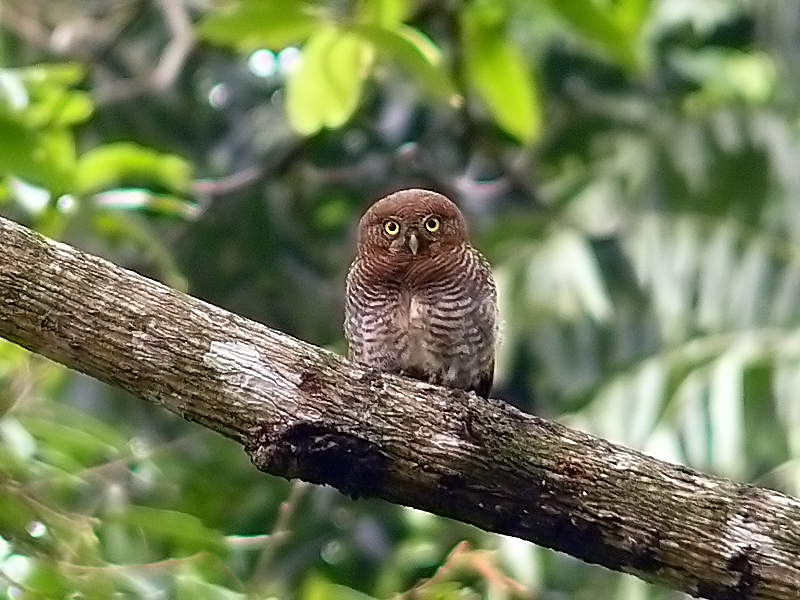
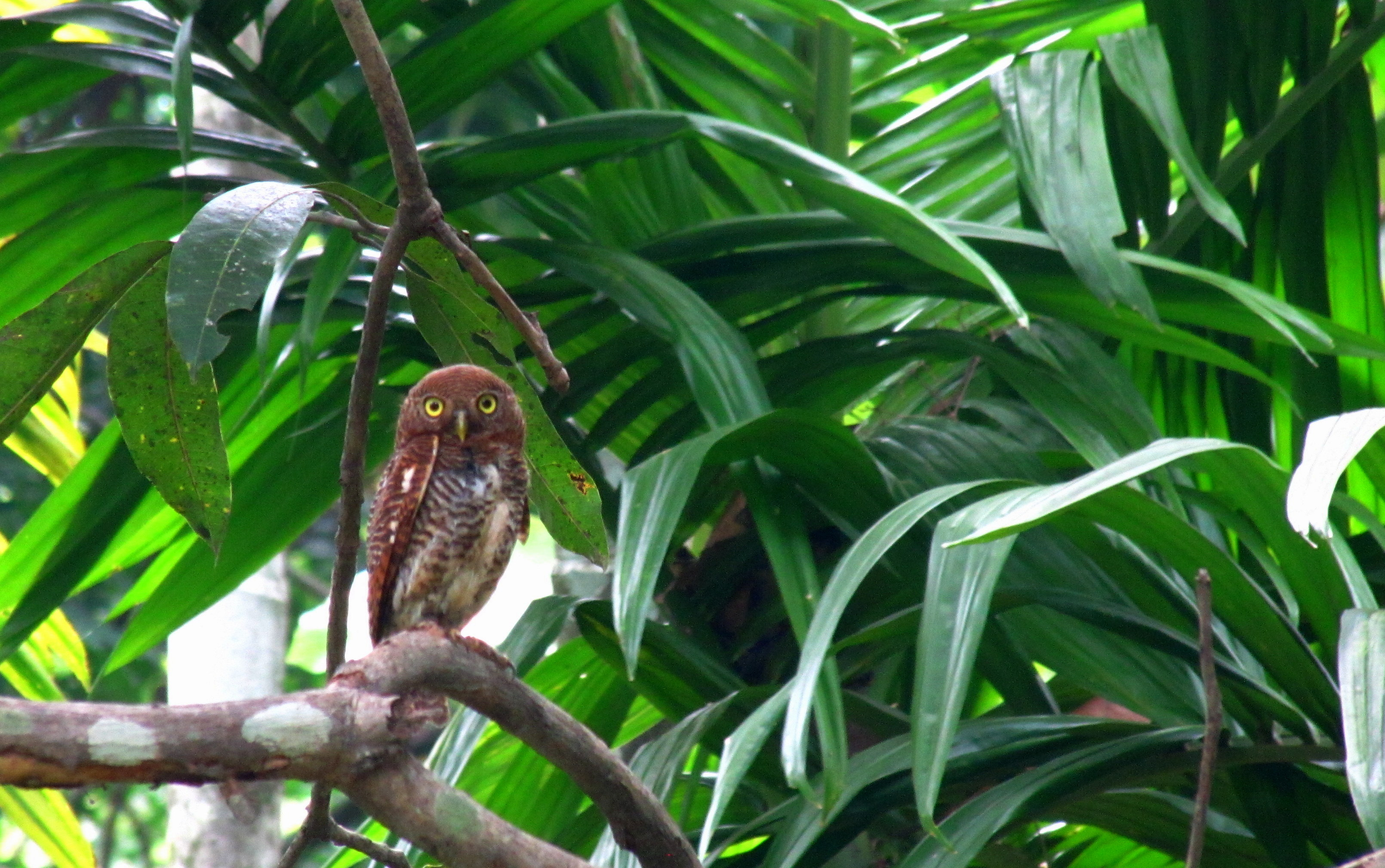